# Sauromatum tentaculatum
Sauromatum tentaculatum är en kallaväxtart som först beskrevs av Wilbert Leonard Anna Hetterscheid, och fick sitt nu gällande namn av Cusimano och Wilbert Leonard Anna Hetterscheid. Sauromatum tentaculatum ingår i släktet ödlekallor, och familjen kallaväxter. Inga underarter finns listade.